# Tritagonista
Tritagonista (v překladu ze starogr.: třetí soutěžící / bojovník) je v původním významu třetí herec v řeckém dramatu, kterého na scénu uvedl zřejmě Sofoklés.
Přinejmenším v anglickém prostředí se tento výraz (anglicky tritagonist) obecně používá v literatuře, múzickém umění, filmovém umění nebo počítačových hrách k označení třetí hlavní kladné postavy, tj. dějově nejdůležitější po protagonistovi (hlavní kladná postava) a deuteragonistovi (druhá hlavní kladná postava). Například v románu Marka Twaina Dobrodružství Huckleberryho Finna je Huckleberry Finn protagonistou, otrok Jim deuteragonistou a Tom Sawyer tritagonistou.